# Eckersdorf

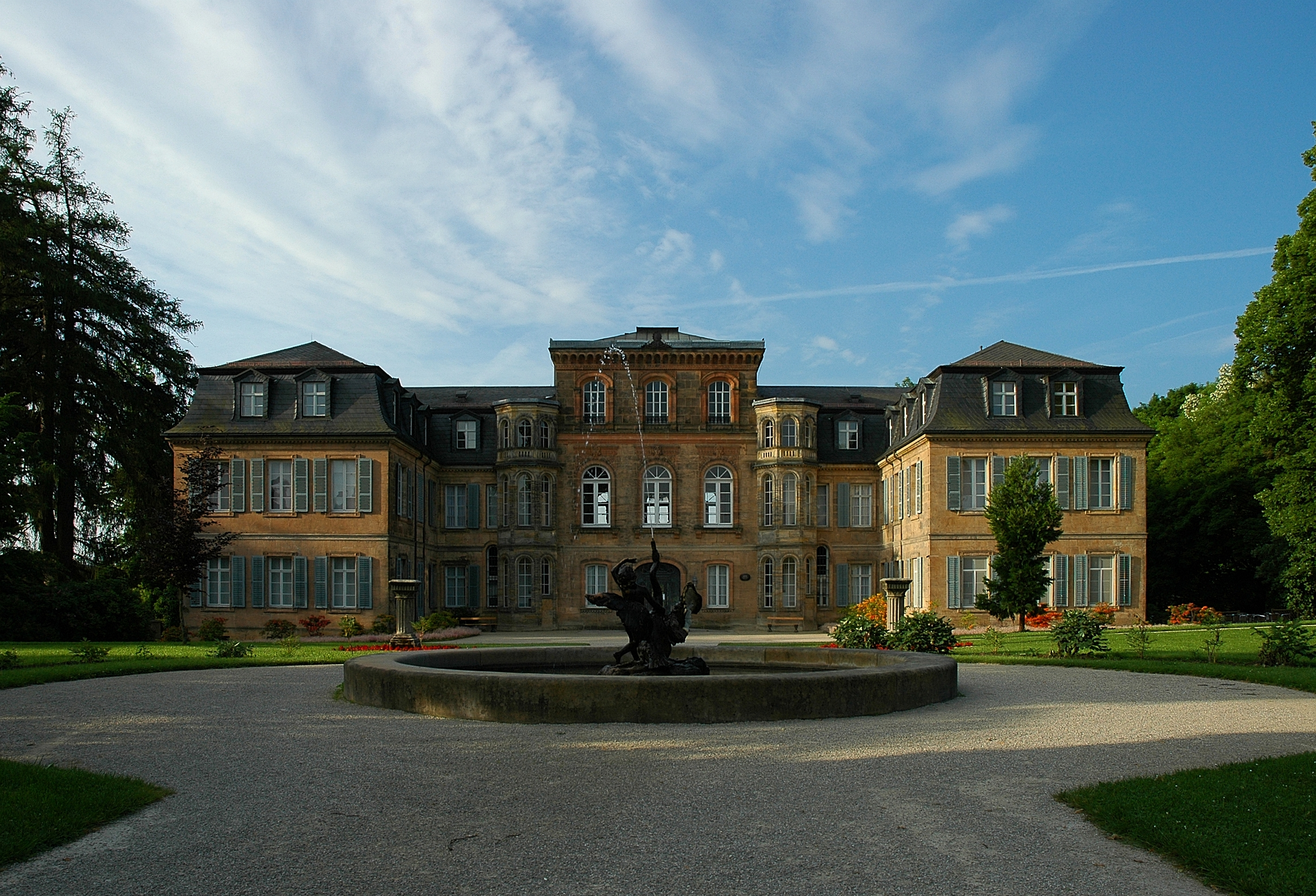
Façade nord d'honneur du château Fantaisie

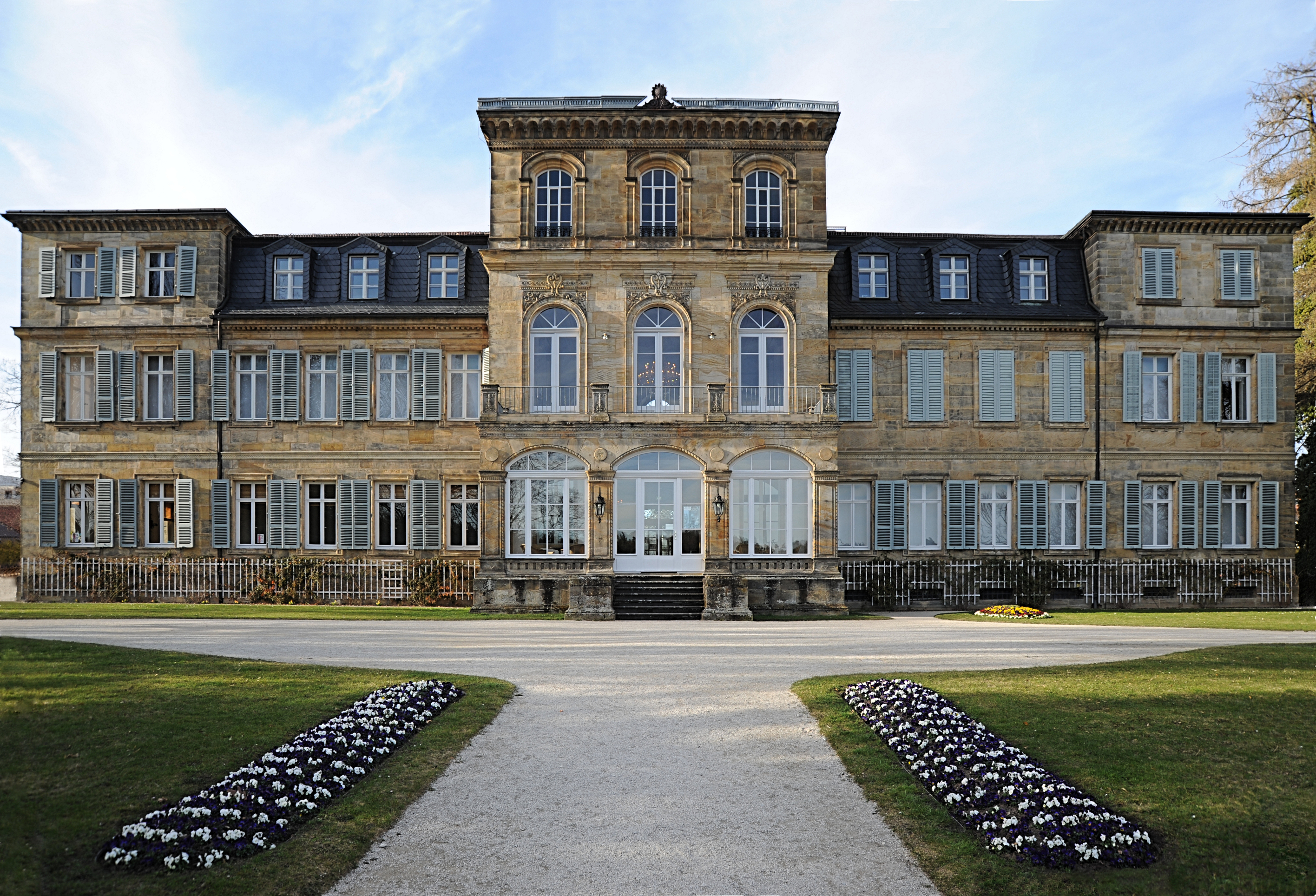
Façade sud d'honneur du château Fantaisie

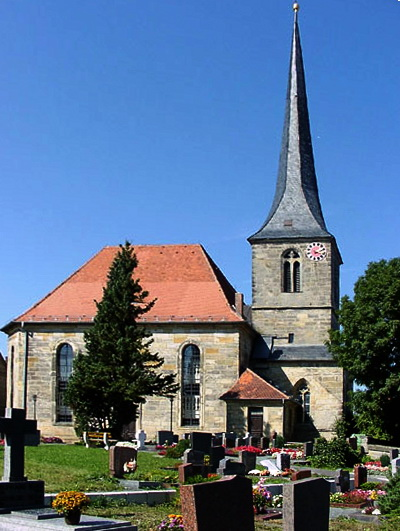
Vue de l'église Saint-Égide d'Eckersdorf, avec sa flèche datant de 1791

Eckersdorf est une commune d'Allemagne de Franconie en Bavière. Elle fait partie de l'arrondissement de Bayreuth et se situe à l'ouest de Bayreuth.

## Commune
La municipalité, outre Eckersdorf, comprend les villages de Busbach, Donndorf (connu pour le Château Fantaisie), Eschen, Forst, Hardt, Neustädtlein, Oberwaiz, Tröbersdorf et Wolfsgraben.

## Histoire
Eckersdorf a été mentionné la première fois en 1149 dans le contrat de Giechburg. Les Comtes de Andechs-Meranien possédaient le territoire de la commune d'aujourd'hui. En 1248 la famille s'était éteindue et en 1420 les Seigneurs de Plassenburg ont commencé à acheter le territoire. Après cent ans ils possédaient tout le territoire. Quand les Seigneurs de Plassenburg se sont éteints en 1552 les Seigneurs de Lüchau ont reçu le territoire. Ils possédaient la région jusqu'à 1757. Dans cette année le Marquis de Bayreuth l'a reçu. En 1792 Bayreuth est devenu parte de la principauté prussienne. En étant parte de cette principauté Eckersdorf a été donné à la France dans le traité de paix de Tilsit. En 1810 la Bavière a reçu la région. Pendant la reformation de l'administration bavaroise la commune d'aujourd'hui a été fondé par un édit en 1818.

## Musée
Dans le château il y a un musée de l'art du jardin. Dans le parc du château on peut trouver les trois styles plus importants de l'art du jardin allemand. La part plus vieille de ce parc est de l'an 1763.